# Escudo de Salamanca

Escudo de Salamanca usado por el ayuntamiento de la ciudad.

El escudo de la ciudad de Salamanca aparece descrito en la Orden de 11 de junio de 1996, de la Consejería de Presidencia y Administración Territorial.

## Descripción
Descripción del escudo:

- De plata con un puente de piedra, mazonado de sable, sobre el que está pasante un toro arrestado de sable, y tras él una higuera de sinople, arrancada.
- De oro con cuatro palos de gules; bordura de azur con ocho cruces paté de plata.
- Mantelado en jefe de plata, con dos leones mornados, al natural, salientes de los flancos y afrontados.

Arriba, la Corona Real Española, abierta y sin diademas.

Tradicionalmente el orden de las particiones del escudo era el contrario, las barras a la izquierda y el puente a la derecha, como se puede observar en numerosos edificios y documentos anteriores a esta orden.
En la primera división del escudo aparece representado el Puente Romano. El toro alude al paisaje del Campo Charro, conocido por sus dehesas donde se crían toros bravos.

Escudo de Salamanca ajustado a las normas heráldicas.

El origen exacto de los palos y la bordura con las cruces de plata son las armas del conde Don Vela, infante de Aragón, que habría llegado a Salamanca a ayudar a la princesa Urraca de León y a su esposo Raimundo de Borgoña en la repoblación de la ciudad que les había encomendado el rey Alfonso VI de León, padre de Urraca. Al tratarse Don Vela de un personaje de la Casa de Aragón, de este hecho procederían los cuatro bastones del escudo de Salamanca, conocidos también como las barras de Aragón, mientras que la orla con las cruces de Jerusalén se deberían a la participación de este conde en la conquista de Tierra Santa.